# 旭川藤星高等学校
旭川藤星高等学校（あさひかわとうせいこうとうがっこう、Asahikawa Tosei High School）は、北海道旭川市花咲町6丁目3899番地にあるミッション系の私立高等学校。学校法人北海道カトリック学園が運営しており、全日制普通科である。

## 沿革
- 1951年 - 旭川市花咲町6丁目（旧旭川練兵場跡地）に学校用地購入。藤学園設置期成会会長は旭川市長の坂東幸太郎が務めた。
- 1953年 - 藤学園旭川高等学校として、旭川市春光町5区の旧第7師団騎兵第7連隊の兵舎を仮校舎として開校。Sr. クサヴェラ・レーメが初代校長に就任。
- 1954年 - 藤学園旭川中学校を開設。
- 1958年 - レーメが私学教育功績者として北海道社会貢献賞を受賞。
- 1959年 - レーメが勲四等宝冠章、旭川市文化賞を受賞。
- 1963年 - レーメが北海道文化賞受賞。
- 1968年 - 第2代校長にSr. 多田春代が就任。
- 1971年 - レーメが北海道開発功労賞を受賞。
- 1980年 - 校名を旭川藤女子高等学校・中学校に改称。レーメが西ドイツ第一級功労十字勲章を受章。多田が私学教育功績者として北海道社会貢献賞を受賞。
- 2003年 - 中学校を廃止。文部科学省より3年間のスーパーイングリッシュランゲージハイスクール (SELHi) の指定を受ける。創立50周年記念式典挙行。
- 2007年 - 第8代校長 Sr. 櫻庭弘子就任。
- 2019年 - 学校法人の移管（学校法人藤学園→学校法人北海道カトリック学園）、男女共学化にともない校名を旭川藤星高等学校に改称[1][2]。

## 部活動
- 運動部
  - バスケットボール部 - インターハイに2度出場、国体に6度出場している。
  - バドミントン部
  - 弓道部
  - 卓球部
  - バレーボール部
  - テニス部
  - ダンス同好会
- 文化部
  - 箏曲部
  - 書道部
  - アート部
  - 放送部
  - 英語部
  - 合唱部
  - 軽音楽部
  - 吹奏楽部
  - 家庭科同好会
  - 写真同好会
  - プログラミング同好会

## 著名な出身者
- emma - モデル
- 相馬あこ - モデル・女優
- 潤花 - 元宝塚歌劇団宙組トップ娘役
- 冴木杏奈 - 歌手・タレント
- 信本敬子 - 脚本家
- 玉田那奈 - バスケットボール選手

## 系列校
- 北見藤高等学校（北海道北見市）